# Каплиця святої Тетяни (Шацьк)
Каплиця святої мучениці Тетяни — православна (ПЦУ) каплиця у Шацьку на Волині.

## Історія побудови каплиці
22 вересня 2006 року на території Шацького лісового коледжу ім. В. В. Сулька було освячено Хрест і закладено наріжний камінь під будівництво каплиці Мучениці Тетяни УПЦ КП. А вже 8 жовтня 2009 храм для майбутніх фахівців лісового господарства було освячено. Каплицю зведено за кошти цього навчального закладу (директор Ігор Жмурко), обласного управління лісового і мисливського господарства (начальник Богдан Колісник), власника готелю-ресторану «Водограй» у Шацьку Георгія Курагеу.